# Ḩoseynābād-e Sar Jangal
Ḩoseynābād-e Sar Jangal (persiska: حسین آباد سر جنگل) är en ort i Iran.   Den ligger i provinsen Kerman, i den sydöstra delen av landet, 1 000 km sydost om huvudstaden Teheran. Ḩoseynābād-e Sar Jangal ligger 610 meter över havet och antalet invånare är 315.
Terrängen runt Ḩoseynābād-e Sar Jangal är platt, och sluttar brant österut. Runt Ḩoseynābād-e Sar Jangal är det glesbefolkat, med 14 invånare per kvadratkilometer. Närmaste större samhälle är Shaltūkābād, 17,2 km väster om Ḩoseynābād-e Sar Jangal. Trakten runt Ḩoseynābād-e Sar Jangal är ofruktbar med lite eller ingen växtlighet.